# District des Nilgiris
Le district des Nilgiris est un district de l'État du Tamil Nadu en Inde.

## Géographie
Son chef-lieu est la ville d'Udhagamandalam.
Au recensement de 2011 sa population était de 735 394 habitants pour une superficie de 2 565 km2.
Ce district tire son nom des montagnes bleues les Nîlgîri.

## Liste des Tehsil
Il est divisé en six Tehsil :
- Coonoor
- Gudalur
- Kotagiri
- Kundah
- Panthalur
- Udhagamandalam